# Marťan (Stanisław Lem)
Novela Marťan (polsky Człowiek z Marsa) polského klasika vědeckofantastické literatury Stanisława Lema vyšla poprvé v časopise „Nowy Świat Przygód” v roce 1946.
V této prvotině rozvádí mnohokrát zpracované téma přistání mimozemského návštěvníka z Marsu (inspirován románem Herberta George Wellse Válka světů). Vzhledem k tomu, že jde o jeden z prvních literárních pokusů autora, nelze mít vysoké nároky a očekávat spletitý příběh. Nicméně již v tomto literárním výtvoru se začínají profilovat typické rysy pozdější Lemovy tvorby – absolutní odlišnost mimozemské technologie a nemožnost vzájemné komunikace.
Novela Marťan může být pojata jako zajímavá sonda do počátků literární tvorby spisovatele, jenž v žánru sci-fi dosáhl světového věhlasu a zařadil se po bok dalších velikánů, jako byli Isaac Asimov, Arthur Charles Clarke, Robert A. Heinlein, aj.
Česky útlou brožuru vydalo nakladatelství Akropolis v roce 2005.

## Námět
V 5 kapitolách autor líčí havárii kosmického plavidla z Marsu na Zemi. K vyšetřování na americké vojenské základně se omylem připlete novinář. Vědecký tým chce získat nové fyzikální poznatky, ale v případě ohrožení je ochoten tvora zničit. Návštěvník z Marsu je zpočátku apatický, ale časem se začíná projevovat…

## Postavy
- Burke – řidič a pomocník.
- Fink – inženýr, konstruktér.
- Frazer
- Gedevani – odborník na atomovou fyziku.
- Lindsay – inženýr, elektrotechnik.
- McMoore – bývalý novinář, hlavní postava.
- Thomas Kennedy – doktor.
- Widdletton – profesor, vedoucí výzkumného týmu.

## Děj

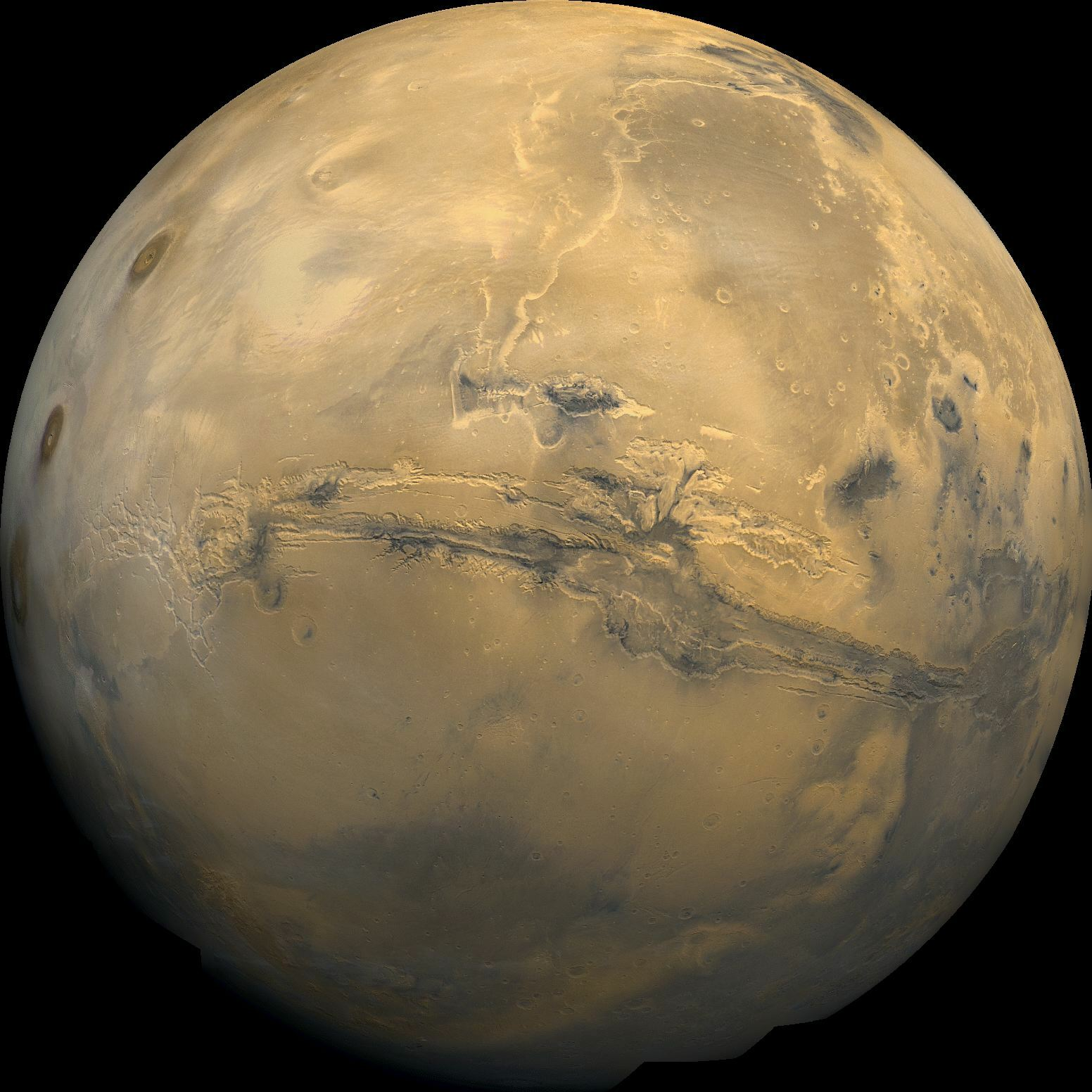
Kaňon Valles Marineris na Marsu.

Bývalý reportér listu Chicago World se nedopatřením dostane na americkou vojenskou základnu, kde probíhá přísně utajený výzkum vesmírného tělesa z Marsu. Stává se členem vědeckého týmu, jehož úkolem je navázat spojení s kosmickým návštěvníkem a vytěžit maximum možných vědeckých poznatků využitelných pro nové technologie.
Jde o kovový organismus ve tvaru černého kužele s několika dlouhými tenkými chapadly, který vědci pojmenovali Areanthropos, s rosolovitou organickou hmotou. Vydává nebezpečné záření.
Jeví se netečným, ale poté, co se aklimatizuje, se pokusí o útěk. Vědci jej paralyzují za pomoci plynu. Rozeberou některé struktury a přijdou na to, která část emituje lidskému zdraví škodlivé záření. Teď je zdánlivě neškodný.
Na řadě je pokus o vzájemnou komunikaci. Po sérii nezdařených pokusů napadne profesora Widdlettona naskenovat mozkové vlny McMoora, zatímco si bude prohlížet fotografie Marsu, Země a blízkého okolí základny a rentgenovým paprskem je vysílat na Marťana. Zabere to.
Další den pokusy pokračují. Kužel se osvobodí ze sevření a dotkne se chapadly každého z poblíž stojících vědců. Ti upadnou do zvláštního stavu letargie.
Poté, co se proberou si uvědomí, že viděli scenérie z Marsu. Nebyl to sen ani halucinace, ale vjem, které jim Areanthropos vyslal do mozků. Profesor Widdletton byl vystaven nejsilnějším vjemům a rozhodne, že Areanthropos musí být zničen. Celé výzkumné středisko bylo pro jistotu předem podminováno.
Po exkurzi pater se zjistí, že chybí inženýr Fink. Je nalezen, jak s něčím pomáhá Areanthropovi. Ale jeho obličej je prázdný, není v něm již ani náznak lidské emoce.
Vědci vyklidí areál a profesor Widdletton zmáčkne detonátor. Po uhašení požáru jdou obhlédnout trosky, zdá se, že návštěva z Marsu je minulostí.